# 四方平定巾
四方平定巾，是明代儒生及处士所戴的方形软帽。据传，杨维祯头戴此巾见朱元璋，朱元璋没有见过这种服饰，便询问此巾的名字，杨维祯回答说：“此四方平定巾也。”朱元璋听了以后，龙颜大悦，诏布天下，复制此巾，令士庶服用。朱元璋又令各衙門掾史令、史書吏、司吏、典吏穿皂盘领衫，戴四方平定巾。
- 張栻
- 着四方平定巾的兴宣大院君
- 夏允彝
- 尹拯
- 着四方平定巾的金尼阁